# Oberauerbach (Mindelheim)
Oberauerbach ist ein Ortsteil der Kreisstadt Mindelheim im Landkreis Unterallgäu (Bayern).

## Lage
Das Pfarrdorf liegt westlich der Stadt an der Staatsstraße 2518, früher Bundesstraße 18.

## Geschichte
In den Urkunden aus dem Ende des 11. Jahrhunderts wurde es als „Urbach“ und in jenen ab 1300 als „Ober Urbach“ bezeichnet. Noch vor 20 Jahren bewirtschafteten viele Landwirte Grund und Boden. Heute gibt es nur noch wenige, die die Landwirtschaft im Haupterwerb betreiben.
Die erste urkundliche Erwähnung Oberauerbachs stammt aus dem Jahr 1300. Schwigger von Mindelberg, dessen Bruder Chorleiter im Kloster Rottenbuch ist, verkauft an das genannte Kloster die Vogtei über den Meierhof zu „Obern Urbach“.samt sechs anderen Gütern daselbst um 30 Pfund Augsburger Pfennig.
Der Name „Oberauerbach“ besteht aus dem Grundwort „Bach“ und dem Bestimmungswort „Auer“, was auf den Auerochsen verweist. Dadurch ergibt sich die Bedeutung „Bach, an dem sich Auerochsen aufhalten“. Der Wortteil „Ober“ verweist auf den gebietlichen Höhenunterschied zur Nachbargemeinde Unterauerbach.
Die Gemeinde wurde im Zuge der Gebietsreform in Bayern am 1. Januar 1978 in die Kreisstadt Mindelheim eingegliedert.
Seit einigen Jahren wird seitens der Stadt Mindelheim an der Erschaffung eines neuen Baugebietes gearbeitet. Dieses nahm im November 2021 die letzte Hürde und auf einem rund zwei Hektar großen Gebiet südlich der Ringstraße und westlich der Stettenerstraße werden in den nächsten Jahren 21 neue Bauplätze entstehen. Als Nächstes steht die Erschließung der Grundstücke an, dann kann die Vergabe erfolgen.

## Katholische Kirche
Die Pfarrkirche St. Mauritius wurde um 1500 errichtet wurde. 1753 gestaltete man den Innenraum der Kirche um. Die Ausstattung stammt aus verschiedenen Zeiten. Nach der letzten Sanierung 1949 wurde im November 2021 damit begonnen, das Gotteshaus in neuem Glanz erstrahlen zu lassen. Die Arbeiten sollen bis Mai 2022 abgeschlossen werden.
Zur Pfarrei gehört auch die Filialkirche St. Michael in Unterauerbach.

## Sehenswürdigkeiten
Außer der Pfarrkirche sind in die amtliche Denkmalliste eingetragen:
- Pfarrhaus, zweigeschossig, errichtet 1712, 1797 umgebaut
- Ehemaliges Bauernhaus, Zollstraße 4, im Kern 18. Jahrhundert und
- Pfarrstadel, errichtet 1835

→ Liste der Baudenkmäler in Oberauerbach

## Vereine
Den Ortsteil zeichnet ein reges Vereinsleben aus. So gibt es neben dem SV Auerbach, dem FC 98 Auerbach/Stetten, der Schützengesellschaft Oberauerbach und der Freiwilligen Feuerwehr Oberauerbach noch einige kleinere Vereine und Gruppierungen.